# 长柄珊瑚苣苔
长柄珊瑚苣苔（学名：Corallodiscus plicatus）为苦苣苔科珊瑚苣苔属下的一个种。

## 扩展阅读
- 維基物種上的相關：长柄珊瑚苣苔